# Rintaro
Rintaro (りんたろう Rintarō?) es el seudónimo de Shigeyuki Hayashi (林 政行 Hayashi Shigeyuki?) (22 de enero de 1941), un director de anime.

## Lista parcial de los animes que dirigió
- Astro Boy (1963) Anime (episodio 4)

- Mumin (1970)

- Jet Marte (1975)

- Gran Prix Anime y Película (1978)

- Capitán Harlock Anime (1978)

- Galaxy Express 999 Película (1979)

- Adieu, Galaxy Express 999 (1981)

- Harmagedon (1983)

- Phoenix: Karma Chapter (1986)

- Interstate 666 (1994)

- x/1999 (1996)

- Alexander Senki (1999)

- Metrópolis (2001)

- Space Pirate Captain Harlock: The Endless Odyssey (2003)

- Datos: Q2609816